# سد پیشین
سد پیشین یک سد سنگ ریزه‌ای با هسته رسی در نزدیکی شهر پیشین شهرستان راسک و در فاصله ۱۷۰ کیلومتری شمال شهر چابهار است. سد پیشین، رودخانه باهوکلات و برخی گودال‌های طبیعی آب در شهرستان راسک در محدوده زیست تمساح پوزه کوتاه ایرانی (معروف به گاندو) است.
سد پیشین در زمان پرآبی تامین‌کننده آب کشاورزی حدود ۶ هزار هکتار زمین‌های زراعی و باغی منطقه باهوکلات و گرمبیت چابهار بود و علاوه بر آن آب آشامیدنی و مصرفی مردم روستایی منطقه را نیز تأمین می‌کند، همچنین در فصل‌های بارشی و با سیل آبی شدن رودخانه سرباز آب آن سر ریز می‌شود.

## افزایش ارتفاع سد
در سال ۱۳۹۳ محمد سعید اربابی، نماینده وقت استان در مجلس شورای اسلامی پیشنهاد کرد که با افزوده شدن پنج متر به ارتفاع دیواره بتنی سرریز سد پیشین، ۷۵ میلیون مترمکعب به ظرفیت آن اضافه و در نتیجه ظرفیت سد از ۱۷۵ به ۲۵۰ میلیون مترمکعب خواهد رسید.

## تاریخچه آورد آب سد پیشین
سد در سال ۱۳۹۱، ۱۳۹۲ و ۱۳۹۳ سرریز شد.
سد پیشین در سال ۱۳۹۷ خشک شد.
سد در سال ۱۳۹۸ پس از ۶ سال در طی بارش‌های شدید مانسون سر ریز کرد، خبری که باز تاب‌های زیادی پیدا کرد.
سد در سال ۱۳۹۹ هم سر ریز شد.